# Witalij Hajduczyk
Witalij Hajduczyk (biał. Віталій Гайдучык, ros. Виталий Гайдучик, Witalij Gajduczik; ur. 12 lipca 1989 w Brześciu) – białoruski piłkarz występujący na pozycji obrońcy.